# トゥワ
トゥワ（Twa、バトゥワ：Batwa）は、中部アフリカ大湖沼地域最古の（主に欧米人から）「ピグミー」と呼ばれる狩猟採集民。ルワンダではフツ、ツチと同じルワンダ語 (Kinyarwanda) を使用。

## 歴史

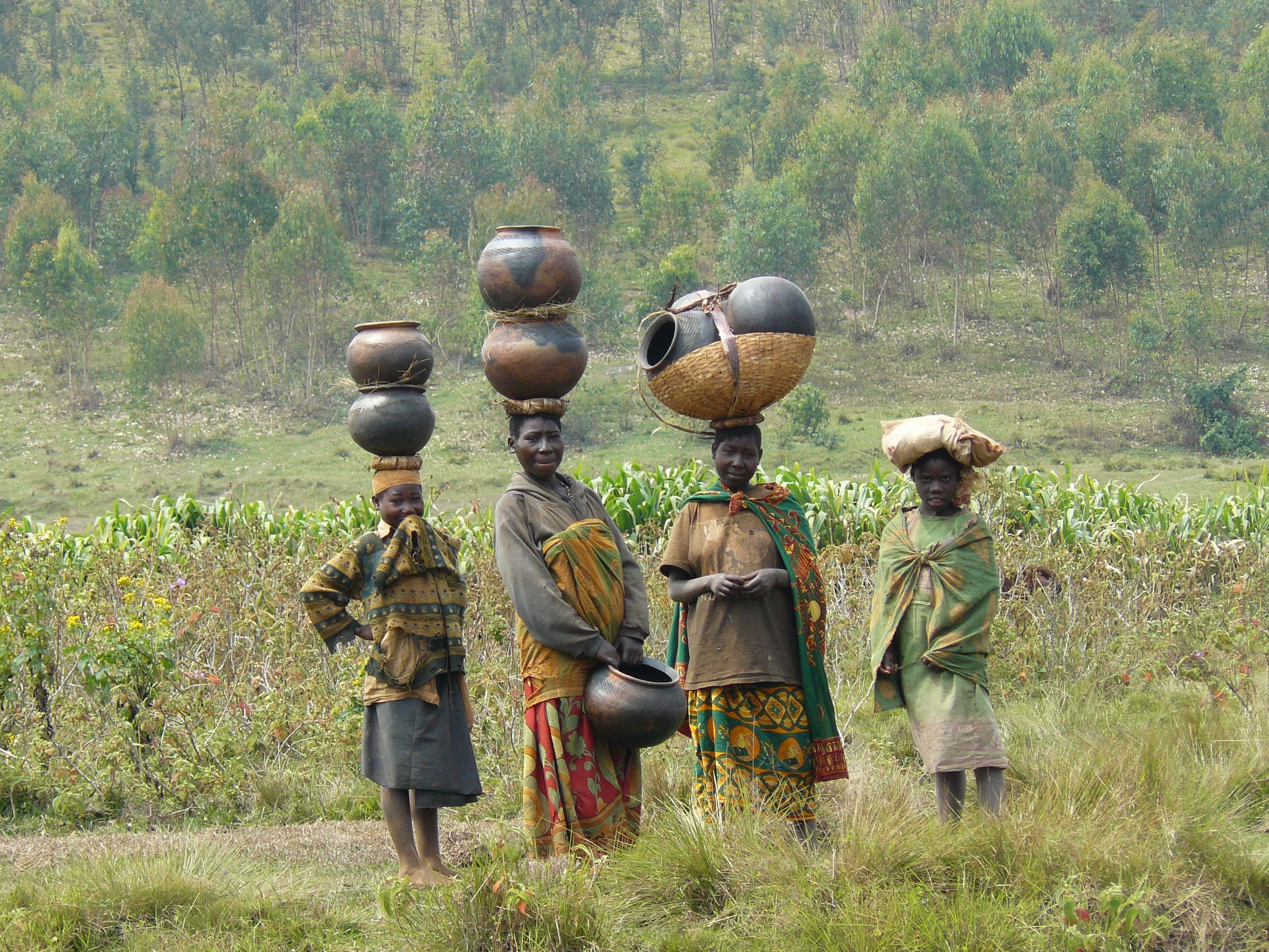
伝統的壷を持つトゥワ女性

フツ（バントゥー人）がこの地域に到達した時代にトゥワを支配下に置いた。ハム仮説系の歴史観ではツチをナイル系としてAD15世紀頃に到来しフツ、トゥワより優位になったとしてきたが遺伝学的に否定されている。以降数百年、トゥワはマイノリティーとして存在し、政治的に弱い立場におかれた。
フツ、ツチ間の対立・紛争（1994年ルワンダ虐殺）についての議論にもトゥワの存在は無視される傾向があるが、ルワンダ内トゥワの約30％は紛争で殺害された。

## 現状

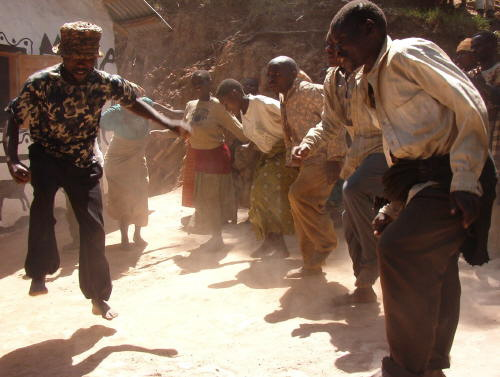
トゥワの伝統的踊り

トゥワは山林に居住する半遊牧・狩猟採集民族。農地開拓、森林伐採、開発計画、保護区の創設などによる自然破壊により、トゥワは移住を強いられたが、大部分のトゥワは所有地を持たず、貧困状態で生活。伝統的に先祖から受け継がれて来た土地は、政府から一度も認められたことは無く、居住地を失ったことへの賠償金も支払われたことは無い。
トゥワの子供たちの教育機会は少なく、ピグミーの歴史的偏見、差別、暴力、社会からの排除等は存在する。

## トゥワ支援団体
- Forest Peoples Programme - Moreton-in-Marsh, イングランド
- CAURWA (Communauté des Autochtones Rwandais) - キガリ
- African International Christian Ministry - ウガンダ、カバレ
- Dr. Scott and Carol Kellermann - ウガンダ、カヌング

### 他の「ピグミー」
- ムブティ (Bambuti)
- バカ・ピグミー
- アカ

### ピグミー文化研究者
- Colin Turnbull
- Simha Arom
- Mauro Campagnoli
- Jean-Pierre Hallet

## 脚註
1. ↑   Minorities Under Siege: Pygmies today in Africa IRIN In-Depth
2. ↑  Johnstone, Patrick, and Jason Mandryk. Operation World. Waynesboro, GA: Paternoster Lifestyle, 2001.
3. 1 2  “Minorities Under Siege: Pygmies today in Africa”. UN Office for the Coordination of Humanitarian Affairs. (2006年).  オリジナルの2006年12月1日時点におけるアーカイブ。 2006年12月11日閲覧。
4. ↑  Forest Peoples Programme
5. ↑  CAURWA (Communauté des Autochtones Rwandais).